# Sasovac
Sasovac is een plaats in de gemeente Nova Rača in de Kroatische provincie Bjelovar-Bilogora. De plaats telt 244 inwoners (2001).